# Mézères
Mézères település Franciaországban, Haute-Loire megyében. Lakosainak száma 167 fő (2022. január 1.). Mézères Chamalières-sur-Loire, Retournac, Rosières és Saint-Julien-du-Pinet községekkel határos.

## Népesség
A település népességének változása:
| Lakosok száma | 164  | 105  | 101  | 151  | 161  | 162  | 158  | 150  | 146  | 167  |
|               | 1968 | 1982 | 1990 | 2006 | 2013 | 2015 | 2017 | 2019 | 2020 | 2022 |